# 호아니스 아르힐라고스
호아니스 오스카르 아르힐라고스 페레스(스페인어: Joahnys Óscar Argilagos Pérez, 1997년 1월 11일~)는 쿠바의 권투 선수이다. 2016년 하계 올림픽에서 남자 라이트플라이급에서 동메달을 획득했고 세계 선수권 대회에서 금메달 2개를 획득했다.